# Walter Adams (lekkoatleta)
Walter Adams (ur. 15 marca 1945 w Wasseralfingen, zm. 30 października 2023 w Ellwangen) – niemiecki lekkoatleta, średniodystansowiec, medalista europejskich igrzysk halowych z 1969, dwukrotny olimpijczyk. W czasie swojej kariery reprezentował RFN.
Specjalizował się w biegu na 800 metrów. 13 sierpnia 1966 w Wiesbaden ustanowił rekord świata w sztafecie 4 × 800 metrów wynikiem 7:08,6 (sztafeta biegła w składzie: Manfred Kinder, Adams, Dieter Bogatzki i Franz-Josef Kemper); do tej pory (grudzień 2020) jest to rekord Niemiec. Wystąpił w biegu na 800 metrów na mistrzostwach Europy w 1966 w Budapeszcie, ale odpadł w eliminacjach. 13 czerwca 1968 w Fuldzie ustanowił rekord świata w sztafecie 4 × 880 jardów czasem 7:14,6 (sztafeta biegła w składzie: Bodo Tümmler, Adams, Harald Norpoth i Franz-Josef Kemper).
Zajął 4. miejsce w finale biegu na 800 metrów na igrzyskach olimpijskich w 1968 w Meksyku. Na europejskich igrzyskach halowych w 1969 w Belgradzie zdobył złoty medal w sztafecie 3 × 1000 metrów (w składzie: Anton Adam, Adams i Harald Norpoth). 16 lipca 1970 w Stuttgarcie wyrównał z czasem 1:44,9 rekord Europy w biegu na 800 metrów, należący do Franza-Josefa Kempera. Wystąpił w tej konkurencji na igrzyskach olimpijskich w 1972 w Monachium, ale odpadł w eliminacjach.
Był mistrzem RFN w biegu na 800 metrów w 1968, 1969 i 1972, wicemistrzem na tym dystansie w 1967 i 1970 oraz brązowym medalistą w 1966, a także mistrzem w sztafecie 4 × 800 metrów w 1970. Był również mistrzem RFN w hali w sztafecie 3 × 1000 metrów w 1969 i 1970.
W 1968 otrzymał Srebrny Liść Laurowy.
Po zakończeniu kariery prowadził studio fotograficzne, ale w 1984 je sprzedał i wyruszył na swym jachcie w podróż dookoła świata.